# Niedersachsenbuch (Tag der Niedersachsen)
Das Niedersachsenbuch war eine zwischen 1981 und 2012 begleitend zum Tag der Niedersachsen herausgegebene Schriftreihe, welche sich niedersächsischen Themen widmete. Unabhängig davon hatte es bereits von 1914 bis 1928 die Schriftreihe Niedersachsenbuch - Ein Jahrbuch für niederdeutsche Art gegeben.

## Geschichte

### Niedersachsenbuch – Ein Jahrbuch für niederdeutsche Art (1914–1928)
Bereits zwischen 1914 und 1928 hatte der Verleger Richard Hermes eine Schriftreihe unter dem Titel Niedersachsenbuch – Ein Jahrbuch für niederdeutsche Art als Herausgabe der Niederdeutschen Vereinigung über den eigenen Richard Hermes Verlag in Hamburg publiziert. Die Reihe widmete sich in ihren Beiträgen hauptsächlich der niederdeutschen Art.

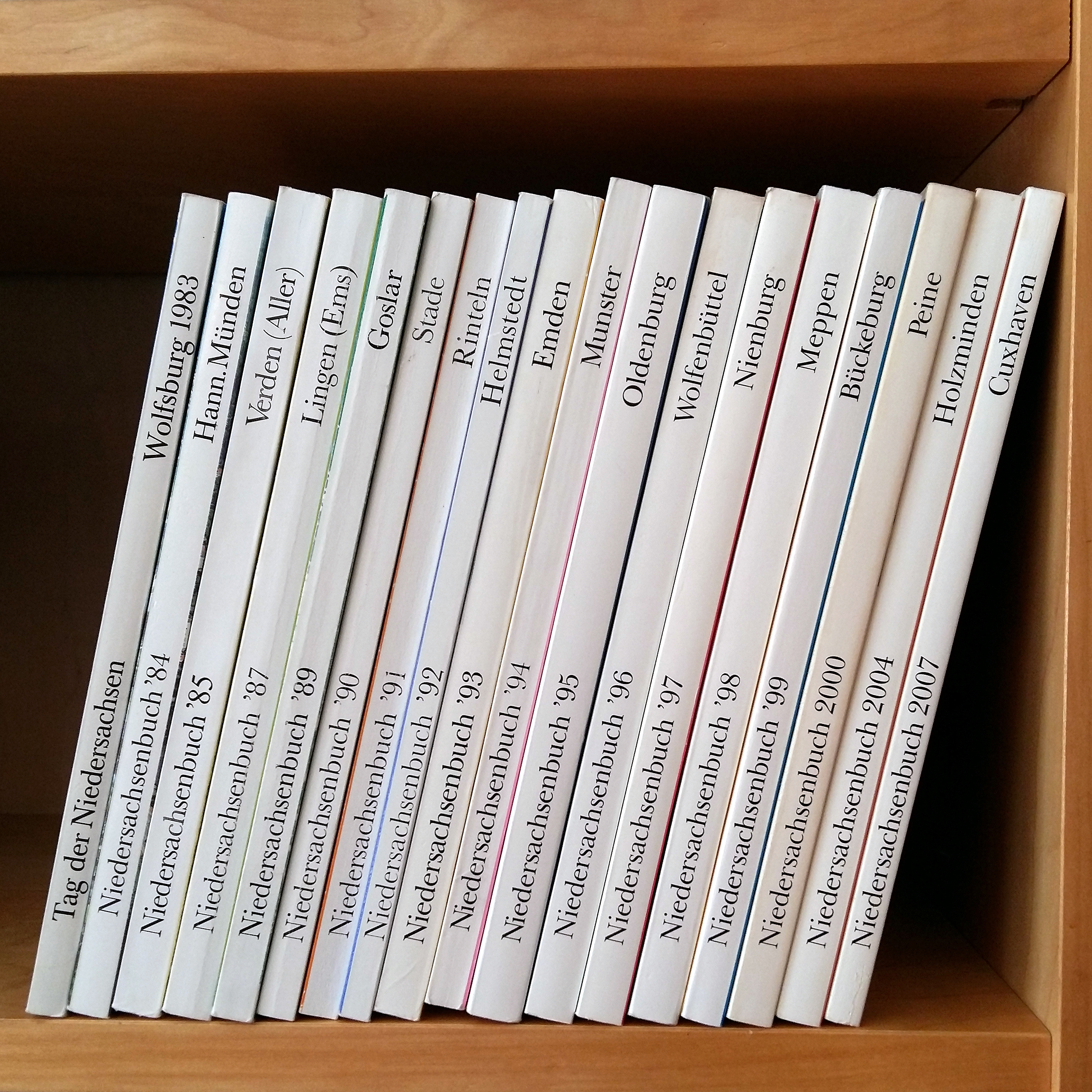
Niedersachsenbücher in einem Regal

### Niedersachsenbuch zum Tag der Niedersachsen (1981–2012)
Die landes- und regionalhistorische Zeitschriftenreihe Niedersachsenbuch erschien von 1981 bis 2012 begleitend zum jährlich, seit 2015/2017 zweijährlich stattfindenden Tag der Niedersachsen und wurde vom Niedersächsischen Ministerium für Inneres und Sport herausgegeben. Verantwortliche für Konzept, Redaktion und Gestaltung waren von 1981 bis 1992 Paul Halbe und Kurt Schwarz, von 1993 bis 2012 das Referat Presse- und Öffentlichkeitsarbeit des Niedersächsischen Innenministeriums. Die Ausgaben wurden jeweils in Zusammenarbeit mit der Ausrichter-Stadt erarbeitet, so zum Beispiel 1997 mit dem Stadtarchiv Nienburg.
Waren Druck und Verarbeitung der ersten drei Ausgaben des Niedersachsenbuches von 1981 bis 1983 von der Schlüterschen Verlagsanstalt und Druckerei aus Hannover durchgeführt worden, lagen die Herstellung und der Vertrieb von 1984 bis zur letzten Ausgabe 2012 beim Verlag CW Niemeyer-Druck aus Hameln.
Nachdem die Schriftreihe von 1981 bis 1983 zunächst unter dem Titel Tag der Niedersachsen, jeweils ergänzt um den Namen der Ausrichterstadt und das Jahr, erschienen war, bekam sie ab 1984 den endgültigen Titel Niedersachsenbuch, der jeweils um das Jahr und den Namen der Ausrichterstadt ergänzt wurde. Hatten die Ausgaben von 1981 bis 1992 verschiedenste niedersächsische Themen behandelt, konzentrierten sich die Aufsätze und Artikel ab dem Niedersachsenbuch ’93 Emden so gut wie ausschließlich auf Themen, die die ausrichtende Stadt und die sie umgebende Region betreffen. Für Beiträge zur Publikation konnten unter anderem Persönlichkeiten wie Rainer Kaune, Werner Vahlenkamp, Ursula Basse-Soltau, Thomas Rahe oder Andreas Eiynck gewonnen werden.
Während das Fest zum Tag der Niedersachsen weiterhin ausgerichtet wird, wurde die Schriftreihe nach der Herausgabe des 32. Bandes zum Tag der Niedersachsen in Duderstadt im Jahr 2012 eingestellt.

## Inhaltsverzeichnis (1981–2012)

### Tag der Niedersachsen Aurich 1982
- Ernst Albrecht: Kleine Liebeserklärung an Niedersachsen. S. 7–8.
- Martin Biermann: Tag der Niedersachsen in Celle 1981. S. 9–18.
- Werner Stöhr: Aurich – die lebensfrohe Metropole der Ostfriesen. S. 19–33.
- Thomas Friemann: Geschichte der Stadt Aurich. S. 35–43.
- Egon Kreienbrock: Polder-Plaatse Nr. 4 – Bauernhof im Rheiderland. S. 45–53.
- Alfred Behring: Das Watt – mal Land mal Meer. S. 54–60.
- Herwig Guratzsch: Wilhelm Busch – populär und unbekannt. S. 61–70.
- Heinrich Heine: Abenddämmerung. S. 72–73.
- Wilhelm Ackermann: Hannover zu Großmutters Zeiten. S. 74–83.
- Claus Marx: Erdöl und Erdgas in Niedersachsen. S. 84–96.
- Heinrich Heine: Gewitter. S. 98–99.
- Trachten in Niedersachsen. S. 100–105.
- Heinrich Heine: Untergang der Sonne. S. 106–107.
- Über Land und Leute – Anekdoten. S. 108–122.
- Tag der Niedersachsen 1982 – Programm. S. 113–129.
- Auf Wiedersehen in Wolfsburg. S. 131.

### Tag der Niedersachsen Wolfsburg 1983
- Ernst Albrecht: Grußwort des Ministerpräsidenten zum Tag der Niedersachsen. S. 7–8.
- Gerhard Besserer: In Aurich ist’s nicht traurig. S. 9–11.
- Barbara Barerowski, Heidrun Eisele: Bilder vom Tag der Niedersachsen in Aurich. S. 13–30.
- Rolf Nolting: Wolfsburg, die junge Großstadt zwischen Harz und Heide. S. 31–40.
- Peter Lamberg: Spaziergang durch Wolfsburg, eine Stadt mit vielen Gesichtern. S. 41–51.
- Hoffmann von Fallersleben: Rätsel. S. 52–53.
- Arnold Rabbow: Wolfsburg und seine Wappen. S. 54–56.
- Wolfgang Grimpe: Eine 490 Jahre alte Tradition: Buch und Buchhandel in Niedersachsen. S. 57–69.
- Herbert Erben: Einer von über 7000: Hannoverscher Sport-Club von 1893. Vom Gasometer zum Computer. S. 71–86.
- Heinz Rohr: Ein schönes Fleckchen Erde: Der Naturpark Elm-Lappwald. S. 87–99.
- Carl Hahn: Volkswagen in Niedersachsen und in der Welt. Portrait eines Unternehmens. S. 101–116.
- Ernst Fiala: Forschung und Entwicklung in der Volkswagenwerk AG. S. 117–126.
- Hoffmann von Fallersleben: Abend wird es wieder. S. 128–129.
- Bärbel Weist: Der Dichter und Gelehrte Heinrich Hoffmann von Fallersleben. S. 130–138.
- Bergoberrat Schmalgemeier: Kali- und Steinsalzbergbau in Niedersachsen. S. 140–149.
- Hoffmann von Fallersleben: Leb wohl, du schöner Wald. S. 150–151.
- Ursula Bode: Kunst im Schloß. S. 152–159.
- Auf Wiedersehen in Hannoversch Münden zum Tag der Niedersachsen 1984. S. 161
- Bildnachweis. S. 162.

### Niedersachsenbuch ‘84 Hann. Münden
- Wilfried Hasselmann: „Wenn Niedersachsen feiern.“ S. 7–8.
- Wolfsburg: Tag der Niedersachsen 1983. Ein Rückblick in Bildern. S. 9–27.
- Erwin May: Das Weserbergland. S. 29–45.
- Albert Fiege, Karl-Wilhelm Lange: Stadt Münden: 800 Jahre Geschichte an der Werra, Fulda und Weser. S. 47–70.
- Martin Welke: Erstrangige Zeugnisse unserer Kulturgeschichte: Zeitungen. Niedersächsisches Zeitungswesen im 17. Und 18. Jahrhundert. S. 72–94.
- Hermann Löns: Maienlob. S. 96–97.
- Jens Dieter Becker-Platen, Manfred Benkler: Heimische Rohstoffe: Oberflächennahe Bodenschätze in Niedersachsen. S. 98–108.
- Niedersachsenrätsel 1984. S. 110–111.
- Peter Königfeld, Rolf-Jürgen Grote: Denkmalpflege an einem Prunkstück Niedersachsens: Galeriegebäude und Großer Garten in Hannover-Herrenhausen. S. 112–123.
- Hermann Löns: Allerhöchste Order. S. 124–125.
- Wilhelm Totok: Ein religiöser Denker: Gottfried Wilhelm Leibniz. S. 126–135.
- Heinrich Sievers: Gesang und Geselligkeit: Aus der Geschichte der Vereinigten Norddeutschen Liedertafeln. S. 137–148.
- Programm Tag der Niedersachsen Hann. Münden 14. Und 15. Juli 1984. S. 149–163.
- Auf Wiedersehen in Verden an der Aller zum Tag der Niedersachsen 1985. S. 165
- Bildnachweis. S. 166.

### Niedersachsenbuch ‘85 Verden (Aller)
- Wilfried Hasselmann: Zum fünften Mal: Tag der Niedersachsen. S. 7–8.
- Hann. Münden: Tag der Niedersachsen 1984. Ein Rückblick in Bildern. S. 9–30.
- Hartmut Friedrichs, Kai Füllgraf: Verden an der Aller. Die 1000jährige Geschichte der Stadt der Bischöfe, Soldaten und Pferde. S. 32–49.
- Wilhelm Busch: Der Einsame. S. 50–51.
- Christian von Stenglin: Pferdezucht in Niedersachsen. S. 52–79.
- Jens Dieter Becker-Platen, Volker Stein: Eine Chance für die Natur: Renaturierung von Bodenabbaustellen. S. 80–98.
- Axel Freiherr von Campenhausen: Die Klosterkammer Hannover. S. 100–115.
- Niedersachsenrätsel 1985. S. 116–117.
- Thomas Seedorf: Händel in Niedersachsen – ein Intermezzo. S. 118–135.
- Fritz Westphal: Die Künstlerkolonie Worpswede. S. 137–154.
- Carola Burghardt: Niedersächsisch-amerikanische Familienbande. S. 155–161.
- Wilhelm Busch: Fuchs und Igel. S. 162–163.
- Martin Anger: Hermann Löns, der Wahlniedersachse. S. 164–175.
- Programm Tag der Niedersachsen Verden 6. Und 7. Juli 1985. S. 177–187.
- Es wirkten folgende Verbände mit. S. 188.
- Bildnachweis. S. 189.
- Auf Wiedersehen in Hameln zum Tag der Niedersachsen 1986. S. 191.

### Niedersachsenbuch ‘87 Lingen (Ems)
- Wilfried Hasselmann: Niedersachsen. S. 7–8.
- Hameln: Tag der Niedersachsen 1986. Ein Rückblick in Bildern. S. 9–32.
- Heinz-Michael Klumparendt: Lingen (Ems): eine liebenswerte Stadt. S. 34–56.
- Jürgen Borchers: Die historischen Wurzeln des Landes Niedersachsen. S. 57–70.
- Walter Merklinghaus: Die Magnetbahnversuchsanlage im Emsland. S. 71–75.
- Horst H. Bechtluft: Streifzug durch emsländische Geschichte(n). S. 77–91.
- Gottfried Benn: Tag, der den Sommer endet. S. 92–93.
- Wiebke Adam: Leistungskurs in Phantasie. Die Modenschau der Stader Schülerinnen. S. 94–101.
- Martin Anger: Frank Wedekind. Rebell oder Prophet. S. 103–112.
- Georg von der Vring: Ländlicher Friedhof. S. 114–115.
- Thomas Seedorf: Der Knabenchor Hannover: Musikkultur von internationalem Rang. S. 116–130.
- Niedersachsenrätsel 1987. S. 131.
- Klaus Otto Nass: Die Partnerschaft zwischen Niedersachsen und dem Sudan. S. 132–144.
- Barbara Bosse-Klahn: Mein Leben in einem niedersächsischen Damenkloster. S. 145–156.
- Eckard Wagner: Clemenswerth. Clemens Augusts Schloß im Emsland. S. 157–172.
- Martin Biermann: Niedersachsen in Bonn. S. 173–187.
- Auf Wiedersehen in Uelzen zum Tag der Niedersachsen 1988. S. 189.
- Bildnachweis. S. 190.

### Niedersachsenbuch ’88 Uelzen
- Wilfried Hasselmann: Niedersachsen. S. 7–8.
- Irene Gorissen: Lingen (Ems): Tag der Niedersachsen. S. 9–32.
- Eckart Bohne: Uelzen – lebensfroher Mittelpunkt für Arbeit und Freizeit. S. 33–45.
- Reimer Egge: Aus der Stadtgeschichte Uelzens. S. 46–50.
- Georg Ludwig Friedrich Laves – Ein Vorbild für die Baukultur in Niedersachsen. S. 51–64.
- Thomas Stehling: Programmvielfalt für Niedersachsen. S. 65–81.
- Niedersachsenrätsel. S. 82.
- Die Uhlenköpersage. Wo de Uelzener to den Namen „Ulenköpers“ kamen sind. S. 83–85.
- Beate Grubert: Hermann Bahlsen und das Projekt der TET-Stadt. S. 87–95.
- Gisela Meyer, Gerald Kamps: Niedersächsische Bürger auf Zeit. Britische Soldaten und ihre Familien. S. 96–104.
- Udo Hachmann: Niedersachsen–Normandie. Ein Beispiel deutsch-französischer Freundschaft. S. 105–116.
- Ernst Kürsten: Der Wald in der Heidelandschaft. S. 117–130.
- Volker Stein: Ziegelbrennen in traditioneller Technik. S. 131–138.
- Theodor Storm: Abseits. S. 140.
- Paul Raabe: Die Herzog August Bibliothek in Wolfenbüttel. Ein Kulturgut von internationalem Rang. S. 142–156.
- Dietrich Feske: Der Elbeseitenkanal. Bewährungsprobe bestanden. S. 158–165.
- Reimer Egge: Schloss Holdenstedt. S. 167–179.
- Auf Wiedersehen in Goslar zum Tag der Niedersachsen 1989. S. 181.

### Niedersachsenbuch ’89 Goslar
- Josef Stock: Niedersachsenbuch. S. 7–8.
- Tag der Niedersachsen Uelzen ‘88. S. 9–31.
- Niedersachsen, ein schönes Stück Deutschland. S. 32–33.
- Hubert Seidel: Goslar – Geglückte Synthese von Vergangenheit und Gegenwart. S. 34–40.
- Jürgen Seggelke: Restaurierungsarbeiten. S. 41–44.
- Rudolf Schwarz: Der Kaiserring. S. 45–47.
- Uwe Scholz: Das Siemenshaus. S. 49–53.
- Hans-Peter Przibylla: Hahnenklee-Bockswiese. S. 54–57.
- Rolf Denecke: Berühmte Dichter über ihre Reisen durch den Harz. S. 58–66.
- Hermann de Boer: Die genaue Zeit kommt aus Braunschweig. S. 68–75.
- Horst Michling: Carl Friedrich Gauß (1777–1855). Der Princeps mathematicorum. S. 76–91.
- Friedrich Georg Jünger: Goslar. S. 92–93.
- Helmut Ottenjann: Eine Museums- und Forschungsinstitution des Landes Niedersachsen: Das Museumsdorf in Cloppenburg. S. 94–104.
- Wolf Gonsbach: Strom für Niedersachsen. S. 106–125.
- Niedersachsenrätsel 1989. S. 116.
- Kurt Hoffmeister: Die Anfänge des Skilaufs in Deutschland. S. 118–123.
- Wolfgang Groß: Zwischen Ackerbau und Großindustrie. S. 125–132.
- Wolfgang Schütze: Das Erz für die Münzen. Die tausendjährige Bergbaugeschichte des Harzes. S. 133–141.
- Niedersachsenbücher 1982 bis 1988. S. 142–157.
- Auf Wiedersehen in Stade zum Tag der Niedersachsen 1990. S. 159.
- Bildnachweis. S. 160.

### Niedersachsenbuch ’90 Stade
- Gerhard Glogowski: Niedersachsenbuch. S. 7–8.
- 10 Jahre Tag der Niedersachsen. Die bisherigen Veranstalterstädte stellen sich vor. S. 9–24.
- Jürgen Schneider: Stadterneuerung – nur ein geschichtlicher Auftrag? S. 26–30.
- Jürgen Bohmbach: Stade und die Schweden. S. 31–34.
- Dieter Schwark: DOW. Fortschritt mit Verantwortung. S. 36–38.
- Karl-Heinz Tiemann: Obstanbau im Alten Land. S. 39–45.
- Gerd Bahr: No 560 Seemiel’n gäv’t Malöör. S. 46–52.
- Claus Helbing: Nationalpark Niedersächsisches Wattenmeer. S. 53–68.
- Rainer Täubrich: „Meine Zeit mit Unruhe“ Lebensskizze Herzog Heinrichs des Jüngeren von Braunschweig-Wolfenbüttel (1489-1568). S. 70–79.
- Gisela Albrecht: Vom Traum zur Wirklichkeit. Das Tor ist auf! S. 80–86.
- Heinrich Rischmüller, Jens Dieter Becker-Platen: Das Kontinentale Tiefbohrprogramm der Bundesrepublik Deutschland. S. 87–100.
- Niedersachsenrätsel 1990. S. 101.
- Horst H. Bechtluft: Im Professorenhaus von Lingen. Das Theaterpädagogische Zentrum. S. 102–113.
- Klaus Jürgen Kortmann: Gerhard von Scharnhorst – eine deutsche Traditionsfigur. S. 114–124.
- Ernst Kürsten: Der Deister – die Geschichte einer Waldlandschaft. S. 125–134.
- Susan Stahnke: Die Arbeitsgemeinschaften des Stader Vincent-Lübeck-Gymnasiums: Wie Lernen Spaß machen kann. S. 136–149.
- Auf Wiedersehen in Rinteln zum Tag der Niedersachsen 1991. S. 151.
- Bildnachweis. S. 152.

### Niedersachsenbuch ’91 Rinteln
- Gerhard Glogowski: Niedersachsenbuch. S. 7–8.
- Tag der Niedersachsen Stade ‘90. S. 9–26.
- Gerd Steinwascher: Die Geschichte der Stadt Rinteln. S. 28–49.
- Klaus-Henning Lemme: Der Landkreis Schaumburg. S. 52–59.
- Hans Weimann: Berühmte Rintelner. S. 60–72.
- Walter Maack †: Fast 600 Jahre Rintelner Marktprivileg. S. 73–74.
- Stefan Reineking: Die Schaumburg. S. 75–78.
- Hans Weimann: Wegweiser zu historischen und anderen Stätten. Besuch im Schaumburger Land. S. 79–95.
- Horst H. Bechtluft: Dr. Johan Picardt (1600–1670). Pastor, Mediziner, Landwirt. S. 96–104.
- Margot Rathenow: Für Kulturfreunde jede Reise wert: Hildesheim und seine Museen. S. 105–120.
- Susan Stahnke: Sproß einer Braunschweiger Dichterfamilie: Ricarda Huch. S. 121–135.
- Chris M. Förster: 750 Jahre Hannover: Von der Marktsiedlung zur Expo-Stadt. S. 136–147.
- Auf Wiedersehen in Helmstedt zum Tag der Niedersachsen 1992. S. 149.
- Bildnachweis. S. 151.

### Niedersachsenbuch ’92 Helmstedt
- Gerhard Glogowski: Niedersachsenbuch. S. 7–8.
- Tag der Niedersachsen Rinteln ‘91. S. 9–25.
- Karl Brosche: Aus der Geschichte der Stadt Helmstedt. S. 26–31.
- Lothar Hagebölling: Die alte Universität zu Helmstedt. S. 32–42.
- Karl Brosche: Der Elm. S. 43–47.
- Karl Brosche: Die Knollenquarzite in Helmstedt und Umgebung. S. 48–49.
- Bert Nagel: Roswitha von Gandersheim (*um 935 †nach 975). Eine frühe Vorläuferin der Frauenbewegung. S. 50–64.
- Hans Geiger: Ein beliebtes Ausflugsziel: Der Vogelpark Walsrode. S. 65–78.
- Herwig Guratzsch: Ein Tempel für die Karikatur. Das Deutsche Museum für Karikatur und kritische Grafik in Hannover. S. 79–92.
- Rainer Kaune: Vor 250 Jahren geboren: Georg Christoph Lichtenberg – Wissenschaftler und Literat. S. 94–107.
- Karin Schrader: Ein Stern für Celle. S. 108–114.
- Armin Kraft: Die City-Arbeit am Braunschweiger Dom. S. 115–117.
- Carl August Schröder: Bedeutende Kunstwerke im Braunschweiger Dom: Das Gotteshaus Heinrichs des Löwen. S. 119–124.
- Auf Wiedersehen in Emden zum Tag der Niedersachsen 1993. S. 125.
- Bildnachweis. S. 126.

### Niedersachsenbuch ’93 Emden
- Gerhard Glogowski: Niedersachsenbuch. S. 9–10.
- Helmut Eichhorn: Emden in Geschichte und Gegenwart. S. 11–27.
- Ernst-August Nebig: Streifzüge durch die Geschichte Ostfrieslands. S. 28–38.
- Werner Vahlenkamp: Juden in Emden und Ostfriesland. S. 39–46.
- Ulrike Wolff-Gebhardt: Die Bedeutung der Kunsthalle für Emden. S. 48–50.
- Roelf Carsjens: Zur Geschichte des Hafens Emden. S. 51–58.
- Eckhard Lukas: Das Ökowerk Emden. S. 59–62.
- Eckart Krömer: Die deutsch-niederländische Grenze im Dollart und in der Emsmündung. S. 63–68.
- Hajo van Lengen: Die Ostfriesische Landschaft. S. 69–77.
- Johann Aeils, Volker Gläntzer, Jan Smidt, Erwin Stadlbauer: Denkmalpflege in Ostfriesland. S. 78–88.
- Reinhold Kolck: Vom Auswanderungsland zur Hochtechnologie-Region. S. 89–96.
- Uda von der Nahmer: SEH WEGE – Romanik in Ostfriesland. S. 97–100.
- Harald Vogel: Die reichste Orgellandschaft der Welt. S. 101–105.
- Klaus Styrnol: Hochwertige Bildung und Know-how für die Region. Die Fachhochschule Ostfriesland. S. 106–109.
- Manfred Wittor: Fehnland Ostfriesland. S. 110–117.
- Ewald Christophers: Wir Ostfriesen. S. 118–119, 121.
- Niedersachsenrätsel 1993. S. 120.
- Ewald Christophers: “Tee as Ölje – en Kluntje as ‘n Sliepsteen – un Rohm as ‘n Wulkje”. S. 122–125.
- Claus Helbing: Emden – Das westliche Tor zum Nationalpark „Niedersächsisches Wattenmeer“. S. 126–134.
- Winhold Schumann: Die Seehundaufzucht- und Forschungsstation Norden-Norddeich. S. 135–139.
- Ursula Basse-Soltau: Klootschießen und Boßeln in Ostfriesland und Oldenburg. Das alte Friesenspiel ist jung. S. 140–144.
- Günther Scherelis: Volkswagen-Recycling – Ein Schritt in die Zukunft. S. 145–150.
- Johann Geiken: Windenergienutzung der EWE. S. 152–153.
- Helmut Landmann: Das Buddelschiff-Museum in Neuharlingersiel. S. 154–159.
- Hinrich Siebelts: Sielhafenmuseum Carolinensiel. S. 160–163.
- Peter G. Janssen: Das Ostfriesische Freilichtmuseum in der Krummhörn. S. 164–167.
- Ursula Prange-Bentrup: Das Landwirtschaftsmuseum in der Krummhörn – ein Stück ostfriesische Agrargeschichte. S. 168–175.
- Peter Schallmaier: Moormuseum Moordorf – ein Museum der Armut. S. 176–180.
- Anschriften und Öffnungszeiten der in diesem Buch dargestellten ostfriesischen Museen. S. 181.
- Wochenend- und Freizeittips in Emden. S. 182–183.
- Alfred Schröder, Klaus Westerkowsky: Die Stadt Munster stellt sich vor. S. 184–186.
- Bildnachweis. S. 189.
- Autoren. S. 190–191.

### Niedersachsenbuch ’94 Munster
- Gerhard Glogowski: Vorwort. S. 9–10.
- Dietrich Breuer: Vom Heidedorf zur modernen Kleinstadt. S. 11–23.
- Klaus Westerkowsky: 1. Landesausstellung „Natur im Städtebau“ 1988 und ihre Auswirkungen. S. 24–29.
- Ernst-August Nebig: Rund um die St.-Urbani-Kirche zu Munster. S. 32–35.
- Heinz Winkler: Panzermuseum Munster. S. 36–41.
- Jens Jahnke: Munster und die Osthannoverschen Eisenbahnen. S. 42–48.
- Hasso E. Neven: Auf der Lüneburger Heide, in dem wunderschönen Land... S. 49–54.
- Wilcken Dürre: Urgeschichte in der Lüneburger Heide. S. 55–64.
- Thomas Rahe: Vermächtnis einer verbrecherischen Epoche. Bergen-Belsen. S. 66–79.
- Burkhard Jäger, Friedrich Wilkening: Baudenkmalpflege in der Lüneburger Heide. S. 80–87.
- Christa Meyer: Der Heidedichter Hermann Löns. S. 88–93.
- Heinrich Krüger: Die Brüder Freudenthal. S. 94–98.
- Hans-Georg Alvermann: Wi Heidjer – Versuch einer Beschreibung. S. 99–102.
- Renate Strohschneider: Eine Begegnungsstätte, dem Naturschutz verpflichtet. Die Norddeutsche Naturschutzakademie auf Hof Möhr. S. 103–106.
- Wilhelm Jeschke: Landschaftsmaler in der Lüneburger Heide. S. 107–112.
- Hans-Joachim Lemke: Rieselwiesen: In der Heide erprobt und in Europa verbreitet. S. 113–118.
- Karl-Heinz Janson: Kieselgur: Entstehung, Förderung, Verarbeitung und Verwendung. S. 119–122.
- Wolf-Hubertus: Die Frauenklöster in der Lüneburger Heide. S. 123–130.
- Niedersachsenrätsel 1994. S. 131.
- Heinrich Eggers: Erdgas aus der Heide. S. 132–135.
- Ernst-August Nebig: Gangster mit Harnisch und Allonge-Perücke. Raubgesindel in der Heide. S. 136–141.
- Ernst-August Nebig: Der Landtagsplatz und das Museumsdorf Hösseringen. Vielfältige Museumslandschaft. S. 142–151.
- Wochenend- und Freizeittips in Munster. S. 152–153.
- Die Heide erschließen mit guten Karten. S. 154.
- Willkommen in Oldenburg zum 15. Tag der Niedersachsen. S. 155–157.
- Autoren. S. 159.
- Bildnachweis. S. 160.

### Niedersachsenbuch ’95 Oldenburg
- Gerhard Glogowski: Vorwort. S. 9–10.
- Jürgen Krogmann: Die Stadt Oldenburg: Vom kleinen Grafensitz zum Dienstleistungszentrum. S. 11–20.
- Siegfried Müller, Winfried Wilkens: Residenzstadt Oldenburg. S. 22–27.
- Claus-Peter Bienert, Klaus-Peter Hummel: Oldenburg – eine Großstadt im Grünen. S. 30–34.
- Isabelle Yeginer: Kultur satt. S. 36–43.
- Werner Vahlenkamp: Zur Geschichte der Juden in der Stadt Oldenburg. S. 44–54.
- Jörg Michael Henneberg: Museen und Sammlungen in und um Oldenburg. S. 56–62.
- Isabelle Yeginer: Streifzug durch die Oldenburger Sagenwelt. S. 64–70.
- Michael Brandt: Das Oldenburger Land – eine vielgestaltige Landschaft zwischen Nordsee und Dammer Bergen. S. 72–76.
- Ernst-August Nebig: „Stedingsehre“ – Ein Kapitel aus den Freiheitskämpfen niederdeutscher Bauern. S. 78–87.
- Hans Friedl: Die Oldenburgische Landschaft. S. 88–98.
- Friedrich Wilhelm Fimmen: Oldenburger Handwerk im Wandel. S. 100–104.
- Wilhelm Knollmann: Die Geschichte des Oldenburger Deichbaus an der Seekante im Überblick. S. 105–114.
- Isabelle Yeginer: Oldenburger Köpfe. S. 115–120.
- Gerhard Harms: Carl-von-Ossietzky-Universität Oldenburg. S. 121–125.
- Wiebke Dreeßen: Kulturdenkmale im Oldenburger Land: Baudenkmale im Raum Oldenburg. S. 127–134.
- Jörg Eckert: Kulturdenkmale im Oldenburger Land: Archäologische Denkmalpflege in und um Oldenburg. S. 135–142.
- Christian-A. Fricke: Struktur und Chancen des Oldenburger Landes. S. 144–147.
- Werner Vahlenkamp: Fremde Freunde. S. 148–151.
- Ernst-August Nebig: Im Land der Schinken und Rosenbäume – Skizzen aus dem Ammerland. S. 152–160.
- Niedersachsenrätsel 1995. S. 161.
- Wolfgang Haubold: Der Landkreis Oldenburg – im Naturpark Wildeshauser Geest. S. 162–168.
- Ursula Boog: Wangerooge – die oldenburgische Insel. S. 170–172.
- Martina Noske: Gemeinde Wardenburg – der kleine – große Öko-Nachbar. S. 173–179.
- Helmut Ottenjann: Museumsdorf Cloppenburg – Niedersächsisches Freilichtmuseum. S. 180–186.
- Isabelle Yeginer: Helmut Schmidt und Kohl und Kinkel – alle lieben Kohl und Pinkel! S. 187–190.
- Michael Langer: Internationale Beziehungen: Die Partnerstädte der Stadt Oldenburg. S. 191–201.
- Eberhard Kriesel: Umweltfreundliche Hütte am Meer. S. 202–205
- Isabelle Yeginer: Oldenburg und die Kinder. S. 206–213.
- Michael P. Hopp: Wochenend- und Freizeittips in Oldenburg. S. 214–215.
- Ernst-August Nebig: Mit guten Karten durch das Oldenburger Land. S. 216–218.
- Dieter Giesecke: Wolfenbüttel – Bild einer Stadt. S. 219–222.
- Autoren. S. 223–224.
- Bildnachweis. S. 224.

### Niedersachsenbuch ’96 Wolfenbüttel
- Gerhard Glogowski: Vorwort. S. 7–8.
- Hans-Henning Grote: Wolfenbüttel – Residenz der Herzöge zu Braunschweig und Lüneburg. S. 9–20.
- Claus Ritterhoff: Lessing in Wolfenbüttel. S. 22–30.
- Wolfgang Kelsch: 400 Jahre Theater in Wolfenbüttel. Theaterkultur in einer fürstlichen Residenz. S. 31–38.
- Gerd Biegel: Wolfenbüttel und das Braunschweiger Land. S. 40–62.
- Wolfgang Milde: Mittelalterliche Handschriften der Herzog August Bibliothek Wolfenbüttel. S. 63–69.
- Marion Sippel-Boland: Wolfenbüttel – Stadt der Gärtner. S. 70–75.
- Miriam Ulbrich: Aus dem Leben der jüdischen Gemeinde in Wolfenbüttel. S. 76–82.
- Wolfgang Kelsch: Aviso – Wolfenbüttel als Druckort der ältesten periodisch erscheinenden Zeitung. S. 83–87.
- Michael Paarmann: Die Bau- und Kunstdenkmalpflege in der Stadt Wolfenbüttel. S. 88–96.
- Ernst-August Nebig: Betrachtungen zur Bau- und Restaurierungsgeschichte der Wolfenbütteler Hauptkirche Beatae Mariae Virginis. S. 97–106.
- Kurt Selle: 450 Jahre Große Schule Wolfenbüttel. S. 107–112.
- Dieter Giesecke: Wilhelm Busch und Wolfenbüttel. S. 114–124.
- Barbara Klössel: Die Bauwerke der ersten deutschen Staatseisenbahn Braunschweig-Wolfenbüttel. S. 126–131.
- Dieter Haupt: Die Bürgerstadt Wolfenbüttel als Sanierungsobjekt. S. 132–138.
- Michael Geschwinde: Archäologische Denkmale zwischen Elm und Harz. S. 139–148.
- Hans-Henning Grote: Von romantischen Dorfkirchen und barocken Herrenhäusern – Unbekannte Kunstschätze im Wolfenbütteler Land. S. 150–155.
- Wolf-Dieter Steinmetz: 500 000 Jahre Geschichte. Die Abteilung Archäologie des Braunschweigischen Landesmuseums in der ehemaligen Herzoglichen Kanzlei. S. 156–160.
- Rolf Hagen: Kultur erleben. S. 161–168.
- Wolf-Rüdiger Umbach: Die Fachhochschule Braunschweig/Wolfenbüttel – Gegenwart und Perspektiven. S. 169–171.
- Angela Klein: Wolfenbüttel und Wilhelm Raabe. S. 172–177.
- Niedersachsenrätsel 1996. S. 178.
- Horst-Rüdiger Jarck: Die Heiratsurkunde der Kaiserin Theophanu und das Niedersächsische Staatsarchiv in Wolfenbüttel. S. 179–183.
- Gotthard Frühsorge: Die Bundesakademie für kulturelle Bildung in Wolfenbüttel. S. 184–187.
- Hermann Thiele: Zeitgenössische Architektur in Wolfenbüttel – Bauen in einer alten Stadt. S. 188–190.
- Peter Kiehne: Chancen eines Mittelzentrums. S. 192–195.
- Rolf Pasdzierny: Arbeitskreis Musik in der Jugend (AMJ): EUROTREFF Wolfenbüttel. S. 196–199.
- Ulrich Bühl: „Naherholung zwischen Elm und Asse“. S. 200–204.
- Dieter Scheller: Till Eulenspiegel im Schöppenstedter Land. S. 205–208.
- Fritz Sengpiel: Fachwerkstadt Hornburg. S. 209–214.
- Ernst August Nebig: Ein Stückchen Landkreis Wolfenbüttel, Baddeckenstedt. Das Innerstetal und die Hubertuskapelle auf dem Hainberg. S. 215–220.
- Herbert John: 40 Jahre Toto-Lotto in Niedersachsen. S. 221–224.
- Ernst-August Nebig: Neue und alte Karten erschließen das Braunschweiger Land. S. 225–231.
- Dieter Giesecke: Wochenend- und Freizeittips in Wolfenbüttel. S. 232–233.
- Frank Thomas Gatter: Nienburg – keine Stadt wie jede andere. S. 234–238.
- Autoren. S. 239–240.
- Bildnachweis. S. 240.

### Niedersachsenbuch ’97 Nienburg
- Gerhard Glogowski: Vorwort. S. 7–8.
- Klaus Steinberg: Das Alte durch eine neue Sinngebung bewahren – Nienburger Restaurationsprojekte. S. 9–23.
- Eilert Ommen: Das Museum Nienburg. S. 24–33.
- Hans-Otto Schneegluth: Menschenverbindende Werke – Brücken über die Weser. S. 34–40.
- Ulrich Brandes: Die Geschichte der jüdischen Gemeinde Nienburg: ein lebendiger Teil der Stadtgeschichte – wenn wir weiter dafür sorgen. S. 41–48.
- Marco Adameck: Wind- und Wassermühlen im Landkreis Nienburg. S. 49–55.
- Claus Bieger: Denkmalpflege in Nienburg. S. 56–65.
- Autorengruppe BUND Nienburg: Die Natur in Stadt und Landkreis Nienburg. Nienburg: Natürlichste Stadt der Welt? Kein Anspruch, eine Verantwortung! S. 66–74.
- Günther Deking: Dorferneuerung Estorf – Ein sterbendes Dorf wird zu neuem Leben erweckt. S. 75–83.
- Erhard Cosack, Marco Adameck: Archäologische Denkmale im Landkreis Nienburg. S. 84–91.
- Ulrich Brandes: Der Jazz-Club Nienburg – ein Gründungsmitglied erinnert sich. S. 92–100.
- Anke Märk: „Kekse – Krähe – Kapuzinerkresse“: Kinder- und Jugendbücher made in Nienburg. S. 101–107.
- Tonka Angheloff: Theater und Kleinkunst. S. 108–112.
- Lothar Gast: Musikkultur in Nienburg. S. 113–120.
- Patricia Berger: Drei Grazien, Flora & Co – Kunst im Stadtbild. S. 121–125.
- Ernst Folz: Der Chorverband Niedersachsen-Bremen – eine traditionsreiche Chorvereinigung wurde 1831 in Nienburg gegründet. S. 126–133.
- Martin Sander, Hilde Liebtrau: Nienburg, eine traditionsreiche Region des Spargelanbaus in Niedersachsen. S. 134–141.
- Jürgen Heckmann: Die Wilhelmshütte – ein Name geht um die Welt. S. 142–148.
- Bernd Roddewig: Rohstoffe in der Region Nienburg: Basis eines befristeten Wohlstandes. S. 149–156.
- Autorengruppe FHS: Die Erben Quaet-Faslems – 25 Jahre Fachhochschule in Nienburg. S. 157–164.
- Silke Müller: Die Bibliothekslandschaft Nienburgs. S. 165–170.
- Gero Sommerfeld: HARKE-Zeiten: Ein Lokalblatt im Wandel. Nienburgs Tageszeitung wurde 125 Jahre alt. S. 171–176.
- Ernst-August Nebig: Im Landkreis Nienburg sind die Dinos los. Das „Dinosaurier-Mitmach-Museum Münchehagen“. S. 177–183.
- Patricia Berger: Frauen-Bilder. S. 184–188.
- Niedersachsenrätsel 1997. S. 189.
- Cornelia Kramer: Hand in Hand die Welt umspannt: Nienburgs Städtepartnerschaften. S. 190–199.
- Ulrich Hannemann: Lebensgemeinschaft Friedrich-Ebert-Schule Nienburg. S. 200–210.
- Flora Auf dem Berge: Frauen in Nienburg. S. 211–215.
- Werner Stecher: Wachsendes Verständnis für behinderte Menschen. S. 216–221.
- Nesrin Kahyaoglu, Flora Auf dem Berge: Die soziale Beratungsstelle der Arbeiterwohlfahrt für türkische Mitbürgerinnen und Mitbürger in Nienburg. S. 222–227.
- Matthias Rentsch: Nienburg im Netzwerk Soziokultur. S. 228–231.
- Hilde Liebtrau: Wochenend- und Freizeittips in Nienburg. S. 232–233.
- Regina Holzapfel: Meppen – Stadt im Grünen, Stadt am Wasser. S. 234–238.
- Autoren. S. 239.
- Bildnachweis. S. 240.

### Niedersachsenbuch ’98 Meppen
- Gerhard Glogowski: Vorwort. S. 7–8.
- Regina Holzapfel: Spurensuche in Meppen. Aus der Geschichte der Stadt an Ems und Hase. S. 9–20.
- Arnold Terborg: Kulturelles Leben in Meppen hat viele Gesichter. S. 21–32.
- Franz Quatmann: Zukunftsorientiert – Meppen als regionales Wirtschaftszentrum. S. 33–4249.
- Josef Hamacher: Ludwig Windthorst und die Stadt Meppen. S. 43–51.
- Heiner Schüpp: Vom Amt Meppen zum Landkreis Emsland. S. 52–62.
- Josef Grave: Emsland – ein historischer Streifzug. S. 63–80.
- Kurt Buck: „Wir sind die Moorsoldaten und ziehen mit dem Spaten ins Moor“. S. 81–87.
- Richard Schimmöller: SV Meppen – Elf Jahre 2. Fußball-Bundesliga. S. 88–95.
- Andrea Kaltofen: Archäologie im Emsland. S. 96–103.
- Hans Altmeppen-Többen: Vom Krupp’schen Schießplatz zur Wehrtechnischen Dienststelle. S. 104–116.
- Hermann Bröring: An der Schwelle zum 21. Jahrhundert: Standortbestimmung für die Wirtschaft im Emsland. S. 117–126.
- Winfried Schiefenhövel: Meppens Partnerschaft mit Ostrołęka. S. 127–132.
- Christof Haverkamp: Die Erschließung des Emslandes. S. 133–140.
- Martin Wenz: Baudenkmale im Emsland. S. 141–149.
- Daniela Möller: Emsland – ein Stück näher zur Natur – Tourismus trendgerecht. S. 150–157.
- Horst Heinrich Bechtluft: Europaregion Meppen – Emmen. „Grenzlose“ Nachbarstädte rücken vom Rand der alten Staaten ins Zentrum des neuen Europa. S. 158–166.
- Andrea Kaltofen: Museen im Emsland. S. 167–176.
- Bernd Kuckuck: Vorbildliche Integration von Aussiedlern im Landkreis Emsland. S. 178–184.
- Klaus-Peter Kiedel: Vom Kohlenprahm zum Ozeanriesen: Die Meyer Werft. S. 186–195.
- Andreas Eiynck: Emsübergänge. S. 196–203.
- Eckard Wagner: „Das Passende ist, glaube ich, gefunden.“ Der Maler Otto Pankok im Emsland. Sein Aufenthalt in Bokeloh bei Meppen 1938 – 1940. S. 204–213.
- Niedersachsenrätsel 1998. S. 214.
- Claus Veltmann: Energiegewinnung gestern und heute. S. 215–221.
- Anita Gödiker: Das EMSLAND HAUS BERLIN – Eine Brücke zwischen zwei Regionen. S. 222–227.
- Hermann Kemper: 20 Jahre Stadtsanierung in Meppen. Steigerung der Attraktivität des Einzelhandelsstandortes durch Stärkung der Stadtmitte. S. 228–233.
- Michael Schmidt: Vom Bohlenweg zur Magnetbahn – Zur Geschichte emsländischer Verkehrswege. S. 234–243.
- Manfred Büter: Wochenend- und Freizeittips in Meppen. S. 244–245.
- Ernst-August Nebig: Das Emsland erschließt sich durch historische und neue Kartenwerke. S. 246–250.
- Karl Fehring: Bückeburg – die „alte Residenz“ im Schaumburger Land. S. 251–254.
- Autoren. S. 255.
- Bildnachweis. S. 256.

### Niedersachsenbuch ’99 Bückeburg
- Heiner Bartling: Vorwort. S. 7–8.
- Hubert Höing: Das Schaumburger Land. Eine Skizze Seines historischen Profils. S. 9–25.
- Silke Wagener-Fimpel: Bückeburg – ein Spaziergang durch die Stadtgeschichte. S. 28–40.
- Roswitha Sommer: Ein Gang durch das Schaumburg-Lippische Landesmuseum in Bückeburg. S. 41–49.
- Heinz-Gerhard Schöttelndreier: Der Landkreis Schaumburg. S. 50–57.
- Silke Wagener-Fimpel, Bettina Peukes: Die Errichtung des Bückeburger Rathauses. S. 58–65.
- Jürgen Sturma: Die Schaumburger Trachten. S. 66–74.
- Bodo Brunke: Baudenkmale im Schaumburger Land. S. 75–82.
- Joachim Stark: Archäologie im Landkreis Schaumburg. S. 84–91.
- Sigmund Graf Adelmann: Kultur in Schaumburg – Arbeitsfeld der Schaumburger Landschaft. S. 92–103.
- Gerhard Lange: Das Hubschraubermuseum im alten Burgmannshof in Bückeburg. S. 104–110.
- Irmtraut Sahmland: Dr. Bernhard Christoph Faust – Gesundheitserzieher, Arzt und Philanthrop. S. 111–116.
- Friedrich Glas: 50 Jahre Blasorchester Bückeburger Jäger. S. 117–120.
- Hubert Höing: Mausoleen in Schaumburg-Lippe. S. 121–127.
- Rainer Kaune: Hermann Löns in Bückeburg. S. 128–134.
- Klaus Maiwald: Geschichtswerkstatt Herderschule Bückeburg. Auf den Spuren der jüdischen Kaufmannsfamilie Wertheim aus Bückeburg. S. 135–141.
- Hubert Höing: Gedächtnis der Region: Das Staatsarchiv in Bückeburg. Eine Einladung. S. 142–149.
- Thomas Mallwitz: Zur Geschichte der Heeresfliegerwaffenschule. S. 150–157.
- Manfred-Carl Schinkel: Der Niedersächsische Staatsgerichtshof. Das weithin unbekannte Wesen. S. 158–164.
- Niedersachsenrätsel 1999. S. 165.
- Andreas Grosz: Der Jahrtausendblick – steinzeichen steinbergen. Ein Steinbruch auf dem Weg ins neue Jahrtausend. S. 166–173.
- Gudrun Wuttke: 50 Jahre Schaumburger Märchensänger. S. 174–179.
- Rainer Kaune: Wilhelm Busch aus Wiedensahl. S. 180–186.
- Klaus Dieter Vogt: EXPO-Projekt „Bückeburger Konservierungsverfahren für modernes Archivgut“. S. 187–190.
- Anja Wehrmann: Wochenend- und Freizeittips in Bückeburg. S. 192–193.
- Ernst-August Nebig: Mit aktuellen und historischen Karten durch das Schaumburger Land. S. 194–200.
- Jörg Schwieger: Peine – eine lebens- und liebenswerte Stadt. S. 201–205.
- Autoren. S. 206.
- Bildnachweis. S. 207.

### Niedersachsenbuch 2000 Peine
- Heiner Bartling: Vorwort. S. 7–8.
- Michael Utecht: 777 Jahre Peine – Rückblick in die Geschichte. S. 9–21.
- Wolfgang Klass: Zu Gast in der Provinz mit Flair. Wie der Verkehrsverein Peine ein gastfreundliches, attraktives Stück Deutschland ins rechte Licht stellt. S. 22–27.
- Ulrich Biel: Peine – Stadtentwicklung in den vergangenen 25 Jahren. S. 28–34.
- Hans-Jürgen Tarray: Nahverkehrsterminal Peine. Moderne Architektur für attraktiven ÖPNV. S. 36–42.
- Christian Hoffmann: Stahl, Liebe und die Jungfrau von Orléans. S. 43–51.
- Jürgen Dieckhoff: Stahl brachte der Stadt Peine entscheidende Impulse für ihre neuere Geschichte. S. 52–60.
- Ralf Holländer, Heinrich Winkelmann: Der Burgpark. Geschichte von Burg und Schloss Peine. S. 61–70.
- Gerhard Scheffler: Ein Fest der besonderen Art – Peiner Freischießen. S. 71–76.
- Ulrika Evers: Kreismuseum Peine – Museum für Alltagskultur. S. 78–84.
- Udo Willenbücher: Peine und seine Partnerstädte (Heywood – Aschersleben). S. 85–89.
- Marianne Dietrich: Einladung zum historischen Stadtrundgang. S. 90–97.
- Martin Lechler: Die St.-Jakobi-Kirche Peine. S. 98–105.
- Hans-Peter Härke: Bierbraukunst in Peine. S. 106–108.
- Henrik Kühn: Der Landkreis Peine und seine Gemeinden. S. 109–116.
- Friedhelm Seffer: Nichts ist beständiger als der Wandel. Streifzug durch die wirtschaftliche Entwicklung der Stadt Peine. S. 117–130.
- Jürgen Dieckhoff: Das Original und der Literat – Karl Kaufmann („Schicke-Schacke“) und Friedrich von Bodenstedt. S. 131–135.
- Willy Boß: Die Gerhard-Lucas-Meyer-Stiftung. S. 136–138.
- Henrik Kühn: Der Landkreis Peine und seine Partnerschaften. S. 140–142.
- Eberhard Lehnguth: Breitensport wird großgeschrieben. S. 143–149.
- Michael Utecht: Die Peiner Eule – vom Spottnamen zum Wahrzeichen. S. 150–158.
- Bernd Mau: Die jüdische Gemeinde in Peine. S. 159–167.
- Thomas Severin: Eine Stadt geht online... Wie Peine ins Internet kam und was es den Bürgern bringt. S. 168–173.
- Edgar-Michael Albertshauser: Peine – eine Stadt im Grünen. S. 174–179.
- Lutz Wennerscheid: Das Peiner SchokoMuseum. S. 180–183.
- Jörg Schwieger: Die Peiner Fußgängerzone – Einkaufen mit Flair. S. 184–188.
- Niedersachsenrätsel 2000. S. 189.
- Doris Kleinwächter: Mit aktuellen und historischen Landkarten auf Entdeckungsreise im Landkreis Peine. S. 190–196.
- 20 Jahre Tag der Niedersachsen. Die Ausrichterstädte stellen sich vor. S. 197–216.
- Jürgen Landmann: Lüneburg jahr1000stark! S. 217–222.
- Autoren. S. 223.
- Bildnachweis. S. 224.

### Niedersachsenbuch 2002 Northeim
- Heiner Bartling: Vorwort. S. 7–8.
- Christian v. Plate Stralenheim: Northeims „Theater der Nacht“: Zwei Menschen verändern eine Stadt. S. 9–12.
- Ekkehard Just: 750 Jahre Stadt Northeim – Die Geschichte. S. 13–34.
- Ruth Röwer-Döhl: „… und sollen dir ein Denkmal vor deinen Augen sein“ (s. Mos. 6,8). Ein Spaziergang zu den Denkmälern Northeims S. 35–42.
- Eckhard Senger: Der Landkreis Northeim – Mitten in Deutschland und mitten in Europa. S. 43–54.
- Hans J. Fisseler: Im Ring von 15 Ortschaften. S. 56–66.
- Harald März: Partnerstädte in Europa. S. 67–75.
- Doris Kleinwächter: Der Landkreis Northeim in historischen und aktuellen Karten. S. 76–82.
- Frauke Heiligenstadt: Wirtschaftsstandort Northeim – Zukunftsgebiet mitten in Deutschland. S. 84–94.
- Jürgen Linne: Das Handwerk im Wandel der Zeit. S. 96–102.
- Willi Teutsch: Das Leinetal um Northeim – eine landwirtschaftliche Betrachtung der Landschaft im Wandel der Zeit. S. 103–110.
- Winfrid Hedergott: Die Northeimer Seenplatte. S. 112–119.
- Andreas Happe: 1000 Jahre Tourismus in Northeim. S. 120–128.
- Silke Buchhagen: Das Reddersen-Haus – Kunst, Geschichte und Touristik unter einem Dach. S. 129–132.
- Silke Buchhagen: Das Heimatmuseum – Seit über einem Jahrhundert Zeugnis der Stadtgeschichte. S. 133–140.
- Ekkehard Just: Northeim und die Eisenbahn – Von den Anfängen bis in die Gegenwart. S. 141–148.
- Friedhelm Petri: „Alte Brauerei“ Northeim. Wehranlage – Braustätte – Kulturort. S. 150–156.
- Niedersachsenrätsel 2002 S. 157.
- Frauke Heiligenstadt: Von einer Kaserne zum modernen Dienstleistungszentrum – Der Weg einer gelungenen Konversion. S. 158–165.
- Harald März: Die Waldbühne Northeim – Open-Air-Juwel im Grünen. S. 166–174.
- Günter Merl: Vom Faustkeil zum Münzschatz – Northeims ausgegrabene Geschichte. S. 175–182.
- Karl-Heinz Rettig: Baudenkmale – eine Verpflichtung für die Zukunft. S. 183–187.
- Heinz-Willi Elter: Die Bedeutung der Sportvereine der Stadt Northeim in der heutigen Gesellschaft. S. 188–197.
- Harald März: Northeim in Dur und Moll. S. 198–205.
- Heinz Behrends: „Suchet der Stadt Bestes und betet für sie“. S. 206–214.
- Wolfgang Kellner: Stadt Leer – Das Tor Ostfrieslands. S. 215–219.
- Autoren. S. 221–222.
- Bildnachweis. S. 223.

### Niedersachsenbuch 2004 Holzminden
- Uwe Schünemann: Vorwort. S. 7–8.
- Matthias Seeliger: Holzminden – ein geschichtlicher Rundgang durch die Altstadt. S. 9–19.
- Klaus-Volker Kempa: Der Landkreis Holzminden – reizvoll, erholsam und kreativ. S. 21–30.
- Doris Kleinwächter: Eine Zeitreise mit historischen und aktuellen Landkarten durch den Landkreis Holzminden. S. 32–40.
- Christian Leiber: Bewahrer des kulturellen Erbes. Die Archäologische Denkmalpflege in Holzminden. S. 42–46.
- Michael Koch: Der historischen Eisenverhüttung Niedersachsens auf der Spur. Experimente mit der alten Rennfeuertechnologie. S. 47–52.
- Detlef Creydt: Vom Schlusslicht zum Vorzeigekreis: Aufarbeitung der Zeitgeschichte im Landkreis Holzminden. S. 53–58.
- Jörg Jobmann: Die Holzmindener Pioniere: Wegbereiter und Baumeister. Entwicklung der Pionierverbände und -einheiten in der Garnison Holzminden. S. 60–68.
- Klaus Coring: Kirchen am Fluss. Wir sind mit dabei: Die acht Kirchengemeinden in Holzminden. S. 70–80.
- Olaf März, Svenja Zell: Dörfer im ehemaligen Braunschweiger Weserdistrikt: Hausbau, Wirtschafts- und Sozialgeschichte. S. 82–91.
- Richard Albrecht: Die Landwirtschaft im Landkreis Holzminden. S. 92–97.
- Dietrich Vogel, Otto Künnecke: Handwerk – traditionsbewusst und innovativ. S. 98–101.
- Thorsten Sienk: Hinter alten Sandsteinmauern eine modern Brauerei. Seit 150 Jahren wird in Allersheim Bier gebraut. S. 102–108.
- Thomas Krueger: Fürstenberg – Porzellan aus Niedersachsen. S. 109–119.
- Jürgen Allerkamp: Die NORD/LB und der Finanzplatz Niedersachsen. S. 120–124.
- Katja Derow: Symrise – Duft, Aromen und Kosmetik im Zeichen von Kolibri und Drachen. S. 126–132.
- Michael Birke: STIEBEL ELTRON – ein mittelständisches Unternehmen. 80 Jahre Technik zum Wohlfühlen. S. 134–141.
- Wolfram Grohs: Kann man „Holzminden“ oder andere Orte Niedersachsens sammeln? S. 142–148.
- Sofie Albert-Meisieck: „Stiftung Landschulheim am Solling“ (LSH) – Tradition und zeitgemäßes Lernen. S. 149–154.
- Wilfried Ohm: HAWK – Hochschule für angewandte Wissenschaft und Kunst FH Hildesheim/Holzminden/Göttingen. S. 156–166.
- Wilfried Steinmetz: 18 Jahre Jazz-Club Holzminden e. V. Eine kleine Kulturgeschichte der Stadt Holzminden. S. 167–170.
- Martina Kästner: Internationales Straßentheater Festival Holzminden. S. 172–179.
- Jürgen Block: Stadt der Düfte und Aromen. S. 180–186.
- Ulrich Brinkhoff: Holzminden aus der Sicht eines Fotokünstlers. S. 187–194.
- Niedersachsenrätsel 2004. S. 195.
- Günter Heißenbüttel: Provinzialloge von Niedersachsen. S. 196–200.
- Petra Bintz: Der Weserradweg – Gehen Sie auf Entdeckertour entlang der Weser. S. 201–208.
- Antje Eggert: Entdeckungstour durch das WasserReich Niedersachsen. S. 209–215.
- Wolfsburg – Lust an Entdeckungen. S. 216–222.
- Autorenverzeichnis. S. 223.
- Bildnachweis. S. 224.

### Niedersachsenbuch 2007 Cuxhaven
- Uwe Schünemann: Vorwort. S. 5–6.
- Arno Stabbert: Grußwort. S. 7.
- Torsten Thees, Andreas Wendowski-Schünemann: Zur Geschichte von Schloss Ritzebüttel. S. 8–17.
- Karl B. Kühne: Das Lotsenwesen im Wandel der Zeit. Dienst auf den weißen Schwänen in der Nordsee, an Bord und an Land. S. 18–21.
- Ulrich Lasius, Tanja Gohrbandt: Die demographische Entwicklung annehmen – ganzheitlich denken – strategisch agieren. S. 22–25.
- Hans-Joachim Stietzel: Offshore Basis Cuxhaven: Standort mit maritimer Kompetenz und Potenzial. S. 26–31.
- Günther Schlechter: Kulturstadt Cuxhaven. S. 32–42.
- Ingo Duwensee: Kleinodien der Orgelbaukunst in Niedersachsen. Die Klappmeyer-Orgel in der St. Nicolaikirche zu Cuxhaven/Altenbruch und die „Wilde-Schnitger-Orgel“ in St. Jakobi zu Cuxhaven/Lüdingworth. S. 43–48.
- Rudolf Rothe: Die Staatliche Seefahrtschule Cuxhaven. S. 50–52.
- Jürgen von Ahnen: Fischwirtschaft in Cuxhaven. S. 53–55.
- Horst Koperschmidt: Abschied nach Amerika. Die Passagierabfertigungsanlage Hapag-Halle/Steubenhöft in Cuxhaven. S. 56–64.
- Hans Gerd Janssen: Der Hafen Cuxhaven. S. 65–84.
- Thomas Sassen: 100 Jahre Stadt – 99 Jahre Seefischmarkt – 5 Jahre Fischereimuseum. S. 85–91.
- Marianne Rohwedder: Ringelnatz und Cuxhaven. S. 92–97.
- Thorsten Thees: 100 Jahre Stadt Cuxhaven. S. 98–104.
- Peter Bussler: Das geschichtsträchtige Hafenbollwerk Alte Liebe und der Semaphor. S. 105–110.
- Torsten Thees: Vom Amt Ritzebüttel zur Stadt Cuxhaven – Leben am Wasser. S. 111–126.
- Torsten Thees: Cuxhaven als Marinestandort. S. 127–134.
- Udo Jacob: Willkommen in Cuxhavens Landschaft. S. 135–148.
- Thorsten Thees: Die Geschichte der Kugelbake. S. 149–162.
- Peter Birkmann: Sport in Cuxhaven. S. 163–167.
- Anett Bentert: Willkommen im Nordseeheilbad Cuxhaven! S. 168–171.
- Landkreis Cuxhaven – in Niedersachsen ganz oben. S. 172–181.
- Zwischen Elbe und Heide – die Kreisstadt Winsen (Luhe). Winsen stellt sich vor. S. 182–189.
- Niedersachsenrätsel 2007. S. 190.
- Bildernachweis. S. 191.

### Niedersachsenbuch 2008 Winsen (Luhe)
- Uwe Schünemann: Vorwort.
- Angelika Bode: Grußwort
- Peter Hetebrügge: 850 Jahre Winsen (Luhe).
- Günther Hagen: Johann Peter Eckermann (Dichter, Schriftsteller und enger Vertrauter Goethes) und Winsen an der Luthe.
- Illona Johannsen: Der Marstall und seine Nutzung.
- Hartmut Blecken: 850 Jahre Bostel/Luhdorf/Roydorf.
- Hartmut Blecken: Roydorf, ein Dorf im Wandel der Zeit.
- Gabriele Speckin: Luhdorf gestern und heute.
- Peter Stein und Martina Lau: Borstel.
- Günther Hagen: Herzogin Dorothea aus königlichem Stamme zu Dänemark.
- Kurt Schwerdtfeger: Die St. Marien-Kirche zu Winsen.
- Darijana Hahn: Vom Schlosserlehrling aus Winsen zum international bekannten Karusselkönig (Hugo Haase).
- Hannes Fischer: 50 Jahre Dr. Loges Arzneimittel.
- Illona Johannsen: Der Heimat- und Museumsverein.
- Helmut Büttner: Der Staatsbahnhof Winsen an der Luhe.
- Albert G. Paulisch: Das Amtsgericht im Schloss Winsen (Luhe).
- Gerhard Kohlmeyer: Die Weimarer Primadonna aus Winsen a. d. Luhe (Agnes Stavenhagen 1860–1945).
- Georg Krümpelmann: Landkreis Harburg – von der Elbe bis zur Lüneburger Heide.
- Otto Puffahrt: Historisch-topografische Veränderungen in Winsen/L. und Umgebung.
- Peter Dederke: Die Milde Stiftung St. Georg in Winsen (Luhe).
- Bernd Ricanek und Manfred Schulz: Der Kulturverein Winsen (Luhe) e. V.
- Alfred Schudy und Peter Max Möller: Die Landesgartenschau 2006 in Winsen/Luhe aus Sicht der Stadtplanung.
- Marion Junker: Freilichtmuseum Kiekeberg – Das lebendige Museum!
- Georg Bernhart: Sportstadt Winsen.
- Klaus Bürger: Bewegtes Winsen.
- Erich Lubina: Die Geschichte des Pferdesports in Winsen/Luhe.
- Jürgen Peter Ravens: Die Stimme für Kreis, Stadt und Bürger.
- Oliver Köhnken: Marina Stöckte (Yachthafen) – Winsens Sprung an die Elbe.
- Hameln Marketing und Tourismus GmbH: Stadt Hameln.
- Niedersachsenrätsel 2008.

### Niedersachsenbuch 2009 Hameln
- Silke Schulte: Zur Rattenfängersage. S. 10–13.
- Wolfgang Kaiser: Die Sanierung der Altstadt von Hameln. Ziel und Werdegang einer Jahrhundertaufgabe. S. 14–23.
- Silke Schulte: Geschichte der Stadt Hameln. S. 24–32.
- Michaela Klank: Die Stadtentwicklung und Wirtschaftsstruktur von Hameln. S. 33–40.
- Bernd Bruns: Karl Philipp Moritz (1756–1793) – Hamelns größter Sohn. S. 41–49.
- Marion Müller: Das Münster St. Bonifatius – von der Kloster- und Stiftskirche zur Gemeindekirche. S. 50–57.
- Karin Schaper: Geschichte(n) rund um den Landkreis Hameln-Pyrmont. S. 58–68.
- Anja Hegener: Landkreis Hameln-Pyrmont – innovativer Lebensraum mit Geschichte. S. 70–77.
- Michael Voss: Hamelner Baudenkmale – liebens- und lebenswert. S. 78–83.
- Frank Lücke: Tourismus in Hameln. S. 84–90.
- Joachim Schween: Archäologie auf der Großbaustelle „Stadt-Galerie“ in Hameln. Eine Suche nach den Anfängen. S. 91–96.
- Elke Herrenbrück: Die Hugenotten in Hameln zwischen 1690 und 1854 – eine Parallelgesellschaft? S. 97–104.
- Bernhard Gelderblom: Vom Karrengefängnis zur Jugendanstalt – 311 Jahre Strafvollzug in Hameln. S. 105–112.
- Fred Hundertmark: Sport in der Stadt Hameln. S. 113–119.
- Rainer Timpe: Solarwelt wird in Hameln begreifbar. S. 120–121.
- Horst Knoke: Die Hamelner Schleusen. S. 122–127.
- Klaus Schubert: Friedrich Heinrich Basse und die elektrische Leitfähigkeit des Erdbodens. S. 128–132.
- Elisabeth Guske: Kunst und Kultur in Hameln. S. 134–139.
- Wolfgang Weber, Gudrun Weigt: Hameln und seine Partnerstädte. S. 140–144.
- Konstanze Brett: Geheimnis, Magie und Verführung. Hameln feiert 725 Jahre Rattenfänger. S. 145–148.
- Beate Mehren: Stadtwerke Hameln – für mehr Lebensqualität. S. 149–151.
- Firma Lenze: Innovative Lösungen für die Antriebs- und Automatisierungstechnik. S. 152–153.
- Frank Weber: Celle – Residenzstadt mit unvergleichlicher Fachwerkarchitektur. S. 154–159.
- Niedersachsenrätsel. S. 160.

### Niedersachsenbuch 2010 Celle
- Uwe Schünemann: Vorwort. S. 5–6.
- Dirk-Ulrich Mende: Grußworte des Oberbürgermeisters. S. 7–8.
- Von der herzoglichen Residenz zur Einkaufsstadt. Entstehung und Geschichte der Stadt Celle. S. 9–13.
- Altstadt, Rathaus und historische Gärten. Ein Blick auf die Stadtlandschaft. S. 14–22.
- Vier Gymnasien und das Projekt „Ganztagsschule“. Der Schulstandort Celle. S. 24–28.
- High-Tech und Flötentöne, Kräuterlikör und Orchideen. Der Wirtschaftsstandort Celle. S. 29–42.
- Celle als Sitz von Oberlandesgericht und Landessozialgericht. Der Justizstandort Celle. S. 43–46.
- Die Celler Museumslandschaft – Geschichte zum Anfassen. Museen in Celle. S. 47–57.
- Das architektonische Erbe Otto Haeslers. Der Celler Architekt und Bauherr (1880–1962). S. 58–62.
- Der Vater der modernen Landwirtschaft. Celles großer Sohn: Albrecht Thaer (1752–1828). S. 63–66.
- Verfolgung, Enteignung und Stolpersteine. Die Geschichte der Juden in Celle. S. 68–71.
- Neugierig machen auf das Fremde. Gelebte Integration. S. 72–74.
- Austausch der Kulturen – Schlüssel zur Freundschaft. Städtepartnerschaften. S. 75–79.
- Orchester, Chöre und Poeten. Musikalische und literarische Botschafter Celles. S. 80–87.
- Für jeden Künstler eine Bühne. Kleinkunst, Konzerte, Festivals. S. 88–94.
- Höfisches Relikt mit nostalgischem Flair. Das Schlosstheater. S. 95–98.
- Von der „Bienenweide“ zum Honigbrötchen. Das Landesinstitut für Bienenkunde. S. 100–104.
- Ein atemberaubender Mix aus Spannung und Show. Die Hengstparade. S. 105–108.
- Zwischen WASA-Lauf und Ruderregatta. Die Sportstadt Celle. S. 109–114.
- Eingebettet in die herrliche Kulisse der Altstadt. Der Celler Weihnachtsmarkt. S. 115–117.
- Feste feiern wie sie fallen. Die Eventstadt Celle. S. 118–122.
- Landkreis Celle. 125 Jahre im Wandel der Zeit. S. 123–127.
- Niedersachsenrätsel. Gewinnspiel. S. 128.